# 马克-奥利弗·肯普夫
馬克·奧利弗-肯普夫（德語：Marc-Oliver Kempf；1995年1月28日—）是一位德國足球運動員，在場上的位置是後衛。現效力於意甲球隊科木。他也代表德國各級青年隊參賽。

## 球會生涯
肯普夫在法兰克福效力時，首次替一隊在德甲上場為2012年11月27日主場以3-1不敵美因茨的賽事，他在該比賽踢滿90分鐘
2014年7月15日，肯普夫以據報80萬歐元價錢加盟弗赖堡。9月19日對柏林赫塔的比賽取得在德甲首顆進球，助球隊以2-2戰平。

## 國家隊生匯
肯普夫曾代表德國各青年梯隊上場，在2012年代表U17參加2012年歐洲U-17足球錦標賽。2014年他代表U19參加2014年歐洲U-19足球錦標賽並贏得冠軍。